# 브라질의 커피 생산

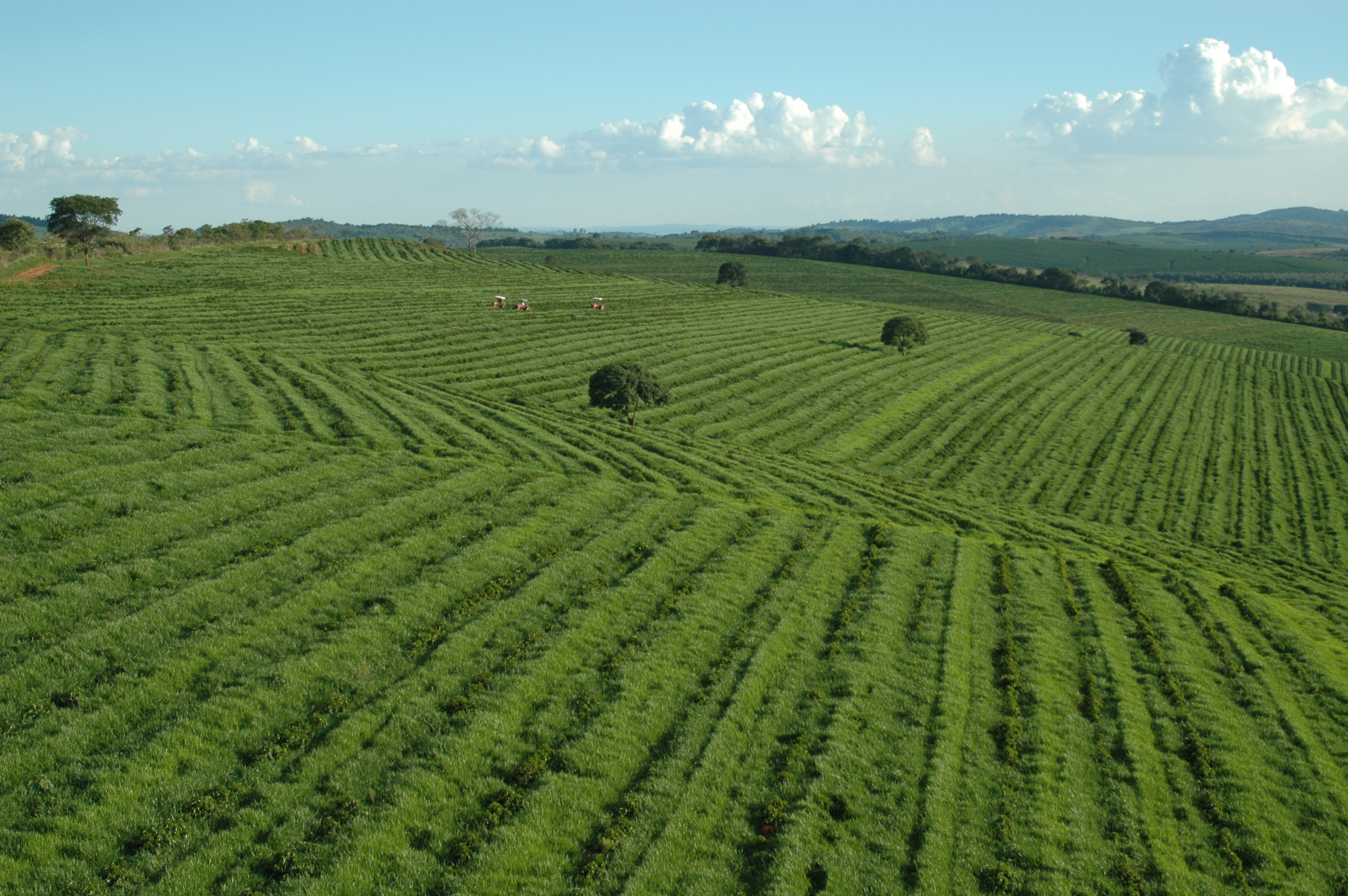
미나스제라이스주 산투안토니우두암파루의 커피 농장

브라질은 전 세계 커피 생산량의 약 3분의 1을 생산하여 세계에서 단연코 가장 큰 생산국이다. 약 27,000 km2 (10,000 mi2)에 달하는 커피 농장은 주로 환경과 기후가 이상적인 재배 조건을 제공하는 남동부 주인 미나스제라이스주, 상파울루주, 파라나주에 위치한다.
커피 작물은 18세기에 브라질에 처음 도착했으며, 1840년대에는 브라질이 주요 생산국이 되었다. 브라질 커피는 19세기 초 이민자들이 커피 농장에서 일하기 위해 오면서 번성했다. 전 세계 커피 생산량에서 차지하는 비중은 1920년대에 정점에 달했으나, 전 세계 생산량 증가로 인해 1950년대 이후 감소했다.

## 역사

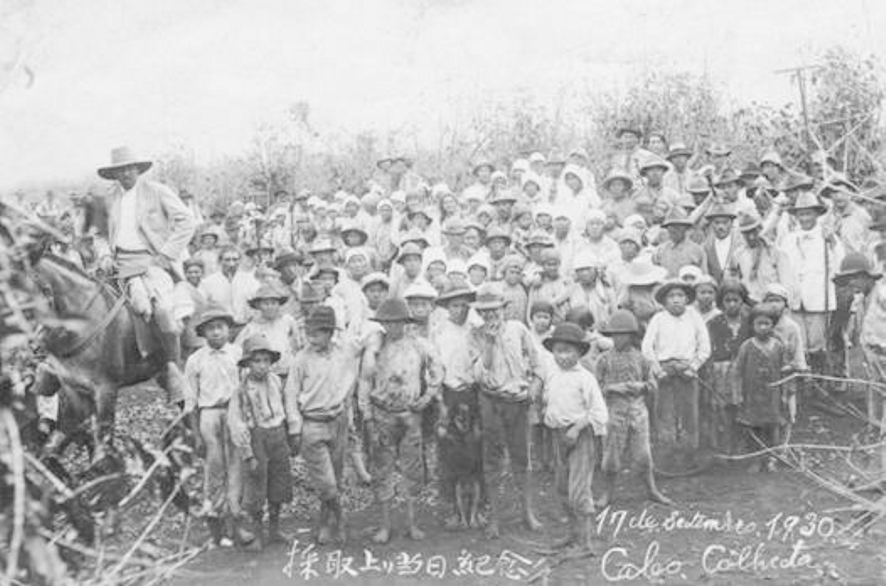
1930년경 파젠다(농장)에서 일하는 일본인 노동자들.

커피는 아메리카 대륙의 토착 식물이 아니었으며 브라질에 심어야 했다. 브라질 최초의 커피나무는 1727년 프란시스코 데 멜루 팔례타가 파라주에 심었다. 전설에 따르면 포르투갈인들은 커피 시장의 점유율을 노렸지만, 프랑스령 기아나 총독이 씨앗 수출을 꺼려 인접한 프랑스령 기아나로부터 씨앗을 얻을 수 없었다고 한다. 팔례타는 국경 분쟁 해결을 위한 외교 사절로 프랑스령 기아나로 파견되었다. 귀국길에 그는 총독의 아내를 유혹하여 그녀가 몰래 씨앗이 박힌 꽃다발을 건네주어 브라질로 씨앗을 밀수하는 데 성공했다.
|                          | 설탕 | 면화 | 커피 | 기타 |
| ------------------------ | ---- | ---- | ---- | ---- |
| 1821–1830                | 30.1 | 20.6 | 18.4 | 30.9 |
| 1831–1840                | 24.0 | 10.8 | 43.8 | 21.4 |
| 1841–1850                | 26.7 | 7.5  | 41.4 | 24.4 |
| 출처: Bethell 1989, 86쪽 |      |      |      |      |

커피는 파라주에서 퍼져 1770년 리우데자네이루에 도달했지만, 19세기 초 미국과 유럽의 수요가 증가하여 첫 번째 커피 붐이 일기 전까지는 국내 소비용으로만 생산되었다. 이 주기는 1830년대부터 1850년대까지 이어졌으며, 노예 제도의 쇠퇴와 산업화 증가에 기여했다. 1820년대에 리우데자네이루, 상파울루, 미나스제라이스주의 커피 농장은 빠르게 규모가 커졌고, 전 세계 생산량의 20%를 차지했다. 1830년대에는 커피가 브라질의 가장 큰 수출품이 되었고 전 세계 생산량의 30%를 차지했다. 1840년대에는 총 수출 및 세계 생산량에서 차지하는 비중이 모두 40%에 달하여 브라질이 최대 커피 생산국이 되었다. 초기 커피 산업은 노예에게 의존했다. 19세기 상반기에 150만 명의 노예가 농장에서 일하기 위해 수입되었다. 1850년에 외국 노예 무역이 불법화되자, 농장주들은 노동력 수요를 충족시키기 위해 점점 더 많은 유럽 이민자들을 고용하기 시작했다. 그러나 국내 노예 무역은 1888년 브라질에서 노예 제도가 마침내 폐지될 때까지 계속되었다.

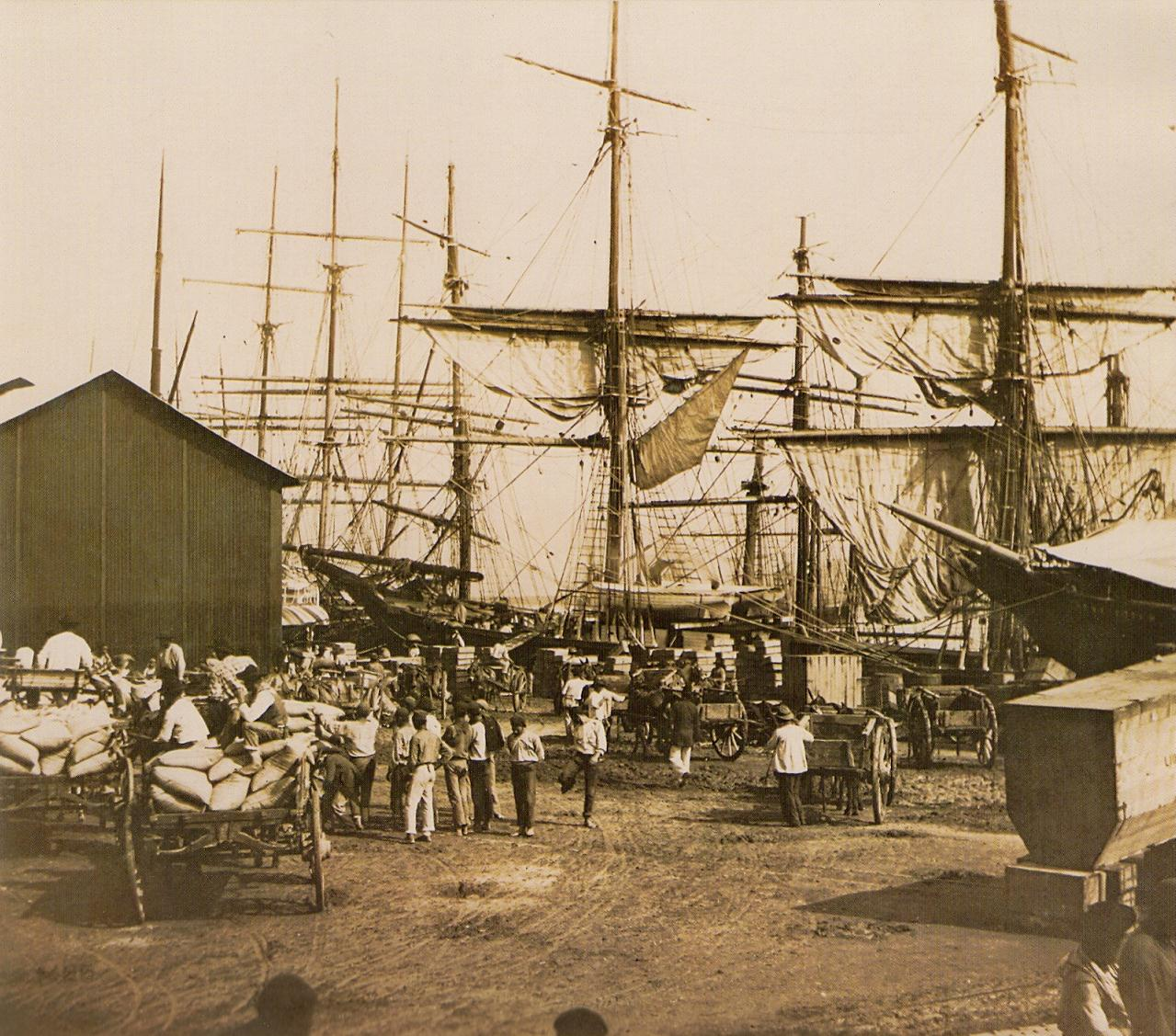
1880년 상파울루 산투스항에 선적되는 커피

두 번째 붐은 1880년대부터 1930년대까지 이어졌는데, 이는 브라질 정치에서 카페 콘 레이치("커피와 우유")라고 불리는 시기와 일치한다. 이 이름은 가장 큰 주들의 주요 산업을 나타낸다. 상파울루주의 커피와 미나스제라이스주의 유제품을 의미한다. 이 시기에는 브라질 정부가 커피 가격을 안정화하기 위한 보호주의적 관행인 가치화를 시작했다.
조나 다 마타 미네이라 지역은 1880년대 미나스제라이스주 커피 생산량의 90%, 1920년대에는 70%를 재배했다. 대부분의 노동자는 흑인 남성이었으며, 일부는 노예였고 일부는 자유인이었다. 점점 더 많은 이탈리아, 스페인, 일본 이민자들이 늘어나는 노동력을 제공했다. 커피콩을 시장으로 운송하기 위해 철도 시스템이 건설되었지만, 이는 화물과 승객 모두에게 필수적인 국내 운송을 제공하고 대규모 숙련 노동력을 개발하는 데도 기여했다. 성장하는 커피 산업은 수백만 명의 이민자를 끌어들였고, 상파울루를 작은 마을에서 개발도상국 최대의 산업 중심지로 변화시켰다. 1850년대 상파울루의 인구는 30,000명에서 1890년 70,000명, 1900년에는 240,000명으로 증가했다. 1930년대에는 백만 명의 인구를 기록하며 리우데자네이루를 제치고 브라질 최대 도시이자 가장 중요한 산업 중심지가 되었다.
20세기 초까지 커피는 브라질 국내총생산의 16%, 수출 수입의 4분의 3을 차지했다. 재배자와 수출업자 모두 정치에서 중요한 역할을 했지만, 그들이 실제로 정치 체제에서 가장 강력한 주체였는지에 대해서는 역사가들 사이에 논쟁이 있다. 1906년 2월의 타우바테 협정은 상파울루가 커피 무역에서 wielded했던 큰 정치적 영향력을 보여주는 분명한 사례이다. 과잉 생산으로 인해 커피 가격이 하락했으며, 커피 산업과 지역 커피 엘리트의 이익을 보호하기 위해 정부는 풍작을 매수하고 더 좋은 기회에 국제 시장에 커피콩을 판매하여 가격을 통제하기로 했다. 이 계획은 일시적인 가격 상승을 유발하고 커피 생산의 지속적인 확대를 촉진했다. 가치화 계획은 농장주들과 브라질 국가의 관점에서 성공적이었지만, 전 세계적인 과잉 공급으로 이어졌고 1930년대 대공황 당시의 피해를 증가시켰다.
1920년대에 브라질은 국제 커피 시장에서 거의 독점 상태에 있었고, 전 세계 커피의 80%를 공급했다. 1950년대 이후로 전 세계 생산량 증가로 인해 브라질의 시장 점유율은 꾸준히 감소했다. 점유율 감소와 정부가 수출 부문의 단일 작물 의존도를 줄이려는 노력에도 불구하고, 1960년까지 커피는 브라질 총 수출의 60%를 차지했다.

### 역사학
브라질의 첫 번째 커피 경제는 산투스 커피 지역의 상파울루 근처에서 성장했다. 상파울루 북쪽에는 파라이바 계곡이 있었는데, 이 지역은 한때 브라질 커피의 헤게모니를 쥐었던 오에스치 파울리스타의 본거지였다. 이 지역과 경제는 노예 노동 덕분에 성장했다. 이후 산업은 주로 이민자들을 커피 산업에 고용했다. 1888년 노예 제도가 폐지되었을 때 커피 산업은 이미 호황을 누리고 있었다. 이는 브라질 정부와 유럽의 국제적 압력에 의해 커피 경제를 더욱 확장시키기 위한 두 번째 노예 제도의 존재를 가능하게 했다. 두 번째 노예 제도의 정치와 경제는 브라질의 커피 생산에 확실히 영향을 미쳤다. 역사가 데일 토미치는 "두 번째 노예 제도의 개념은 19세기 산업화와 세계 경제 확장 과정에서 미국 남부, 쿠바, 브라질에 노예 상품 생산을 위한 광범위한 새로운 지역이 출현했음에 주목함으로써 노예 제도와 자본주의의 관계를 근본적으로 재해석한다"고 설명한다. 이러한 두 번째 노예 제도의 관점을 통해 19세기에 기원을 둔 오늘날 브라질 커피 산업을 설명할 수 있다. 노예 제도의 폐지가 노동 관행을 반드시 바꾼 것은 아니지만, 노동 역사의 변화를 촉진했다. 두 번째 노예 제도의 물결은 이름이 시사하듯이 합법적인 노예 제도를 폐지했을지 모르지만, 가혹한 노동 관행이나 인종 차별을 폐지하지는 않았다. 브라질의 사회 역사는 여전히 분리된 사회였다.
브라질의 두 번째 노예 제도가 사회 역사에 가장 크게 영향을 미친 방식 중 하나는 자본주의와 연결되어 있다는 사실이다. 상파울루의 전 노예들은 여전히 커피 산업의 중추였으며, 브라질을 산업화 국가의 지위로 끌어올렸다. 노예 해방 이전에도 19세기 초의 여러 판화와 이미지에는 커피밭에서 일하는 어두운 피부의 노예들이 묘사되어 있다. 에릭 매시슨(Erik Mathisen) 작가는 두 번째 노예 제도가 노예 제도 자체와 마찬가지로 자본주의와 연결되어 있다고 주장한다. 그리고 미국과 마찬가지로 브라질에서도 1880년대에 노예 제도는 전통적인 의미에서 겨우 명맥을 유지했지만, 부유한 농장주들은 노예에서 전 노예로의 사회적 지위 변화를 무시하고 노동 관행을 유지했다. 매시슨은 계속해서 다음과 같이 말한다. "쿠바의 설탕, 브라질의 커피, 미국의 면화는 수요가 높은 현금 작물이 되었을 뿐만 아니라, 그 생산은 농업과 노동의 과학적 관리에 대한 새로운 아이디어에 힘입어 새롭고 잔인한 노동 기술에서 영감을 얻었다..."
브라질 커피 산업의 많은 부분은 노동과 사회 역사와 관련이 있다. 두 번째 노예 제도는 아메리카 대륙의 설탕, 면화, 커피 산업에 뿌리를 두고 있다. 설탕 산업은 북미의 면화 산업과 마찬가지로 길고 복잡한 역사를 가지고 있다. 설탕은 구세계 전역으로 널리 퍼졌지만, 궁극적으로 현대 세계사에서 생산은 유럽인들에게 넘어갔다. 이 상품은 사회, 노동 역사뿐만 아니라 지리도 형성했다. 면화와 마찬가지로 이 상품은 높은 수익을 창출했으며 따라서 자본주의의 존재는 부인할 수 없었다. 데일 토미치(Dale Tomich)는 그의 많은 저작에서 설탕, 면화, 커피가 사람들이 삶을 영위하는 풍경을 영원히 변화시켰으며, 그 역사는 이러한 설탕 기반 사회의 진화를 목격했다고 지적한다. 자유 노동이 있었음에도 불구하고 19세기 국가의 궁극적인 목표는 세계 경제로의 경제 확장이었다. 따라서 자유 노동이든 비자유 노동 체제이든 국가는 여전히 노예 제도의 잘못을 시정하기보다는 경제 국가의 성장에 전념했다. 두 번째 노예 제도를 염두에 두고 이 세 가지 주요 상품을 볼 때, 커피는 설탕과 면화와 달리 19세기 브라질에서 더욱 두드러졌다. 두 번째 노예 제도의 정치와 경제는 브라질의 커피 생산에 확실히 영향을 미쳤다.

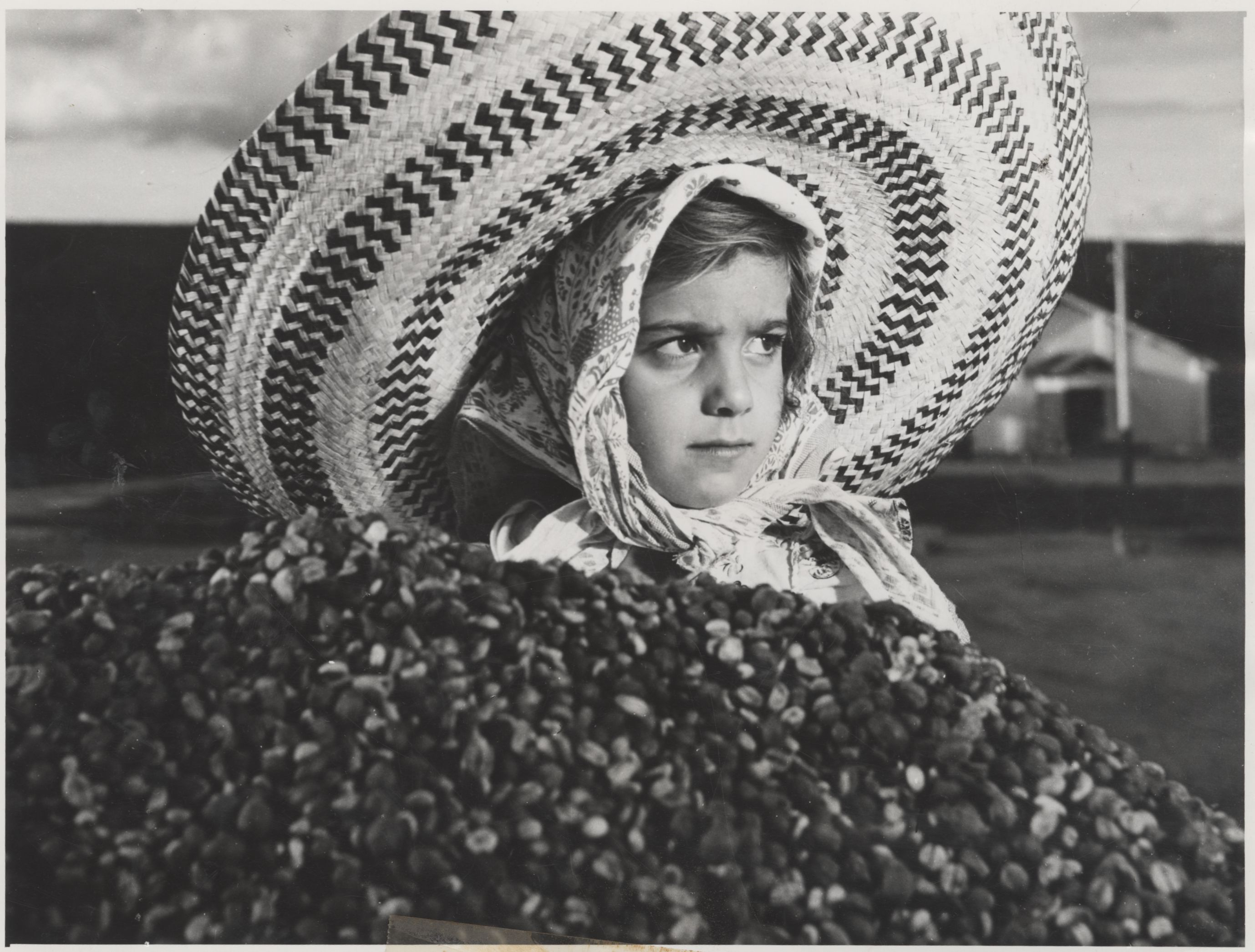
1961년 잘 익은 커피콩을 고르고 있는 젊은 브라질 농부

1960년대 이전에는 역사가들이 커피 산업을 너무 부끄럽게 여겨 일반적으로 무시했다. 커피는 식민지 시대의 주요 산업이 아니었다. 어떤 특정 지역에서는 커피 산업이 수십 년 동안 번성하다가 토양의 비옥도를 잃으면 다른 곳으로 옮겨갔다. 이러한 이동을 커피 전선(Coffee Front)이라고 불렀으며 서쪽으로 삼림 벌채를 촉진했다. 이러한 일시성 때문에 커피 생산은 특정 지역의 역사에 깊이 뿌리내리지 못했다. 독립 이후, 커피 농장은 노예 제도, 저개발, 정치적 과두제와 관련되었으며, 국가와 사회의 현대적 발전과는 관련이 없었다. 역사가들은 이제 이 산업의 중요성을 인식하고 있으며, 활발한 학술 문헌이 있다.

### 1990년대 규제 완화
더 부드럽고 고품질의 커피를 선호하는 소비자의 취향 변화는 1980년대 말 국제 커피 협정의 수출 쿼터에 대한 의견 불일치를 야기했다. 1983년 협정의 유지된 쿼터와 함께 이러한 변화는 전통적인 품종에 비해 더 부드러운 커피의 가치를 높였다. 특히 브라질은 시장 점유율이 낮아질 것이라고 생각하여 쿼터 감축을 거부했다. 미국을 중심으로 한 소비자들은 더 높은 커피 품질과 비회원국에 대한 할인된 가격 판매 중단을 요구했다. 미국 관계자들은 브라질이 1980년 이후 세계 시장 점유율이 하락했음에도 불구하고 국가의 쿼터 감축을 수용하지 않으려는 의지에 대해 비판했다. 국영 브라질 커피 연구소의 조리오 다우스터(Jorio Dauster) 소장은 브라질이 협정의 도움 없이도 생존할 수 있다고 믿었다. 제때 합의에 도달하지 못하여 협정은 1989년에 결렬되었다. 결과적으로 이전에 재배 및 판매량을 규제하여 커피 가격을 통제했던 브라질 커피 연구소는 자유 시장을 위해 정부 개입을 제한하기 위해 폐지되었다. 이때까지 산업은 정부 규제가 규모의 경제를 선호했기 때문에 단순히 품질 관리 관리를 등한시했지만, 이제 커피 가공업체들은 전통적으로 낮은 품질과 대조적으로 더 높은 품질의 부문을 탐색하기 시작했다.

## 생산

### 최대 커피 생산국
커피 재배 면적이 가장 큰 브라질 6개 주는 미나스제라이스주(122만 헥타르), 이스피리투산투주(43만 3천 헥타르), 상파울루주(21만 6천 헥타르), 바이아주(17만 1천 헥타르), 혼도니아주(9만 5천 헥타르), 파라나주(4만 9천 헥타르)이다.
브라질은 지난 150년 동안 세계 최대의 커피 생산국이었으며, 현재 전 세계 커피 생산량의 약 3분의 1을 차지한다. 2011년 브라질은 생두 생산에서 세계 선두였으며, 베트남, 인도네시아, 콜롬비아가 그 뒤를 이었다. 브라질은 생두, 아라비카 커피, 인스턴트 커피의 총 생산량에서 독보적인 위치를 차지한다. 2011년 총 생산량은 270만 톤으로, 두 번째로 큰 생산국인 베트남의 두 배가 넘었다. 약 350만 명이 이 산업에 종사하고 있으며, 대부분 농촌 지역에 거주한다.

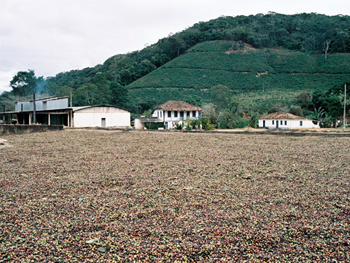
알투 제키티바, 미나스제라이스주에서 햇볕에 말리는 커피콩

### 재배
약 22만 개의 커피 농장이 이 산업에 종사하고 있으며, 농장은 브라질 국토의 약 27,000 km2 (10,000 mi2)을 차지한다.
농장은 주로 미나스제라이스주, 상파울루주, 파라나주 등 남동부 주에 위치하며, 이 지역의 환경과 기후는 이상적인 재배 조건을 제공한다. 미나스제라이스주만으로도 브라질 전체 생산량의 절반 가량을 차지한다. 대부분의 농장은 6월부터 9월까지 건기에 수확되며, 대부분의 열매가 익었을 때 한 번의 대규모 연간 수확이 이루어진다. 대부분의 국가에서는 아라비카 콩을 습식 가공(또는 워시드 커피라고도 함)하지만, 브라질의 거의 모든 커피는 건식 가공(또는 언워시드 또는 내추럴 커피라고도 함)한다. 전체 열매는 세척하여 햇볕에 8~10일 동안(또는 불리한 조건에서는 최대 4주까지) 말린다. 건조된 열매의 바깥층은 탈곡 과정을 거쳐 제거된 후, 콩은 분류, 등급화되어 60kg 자루에 포장된다.

#### 종

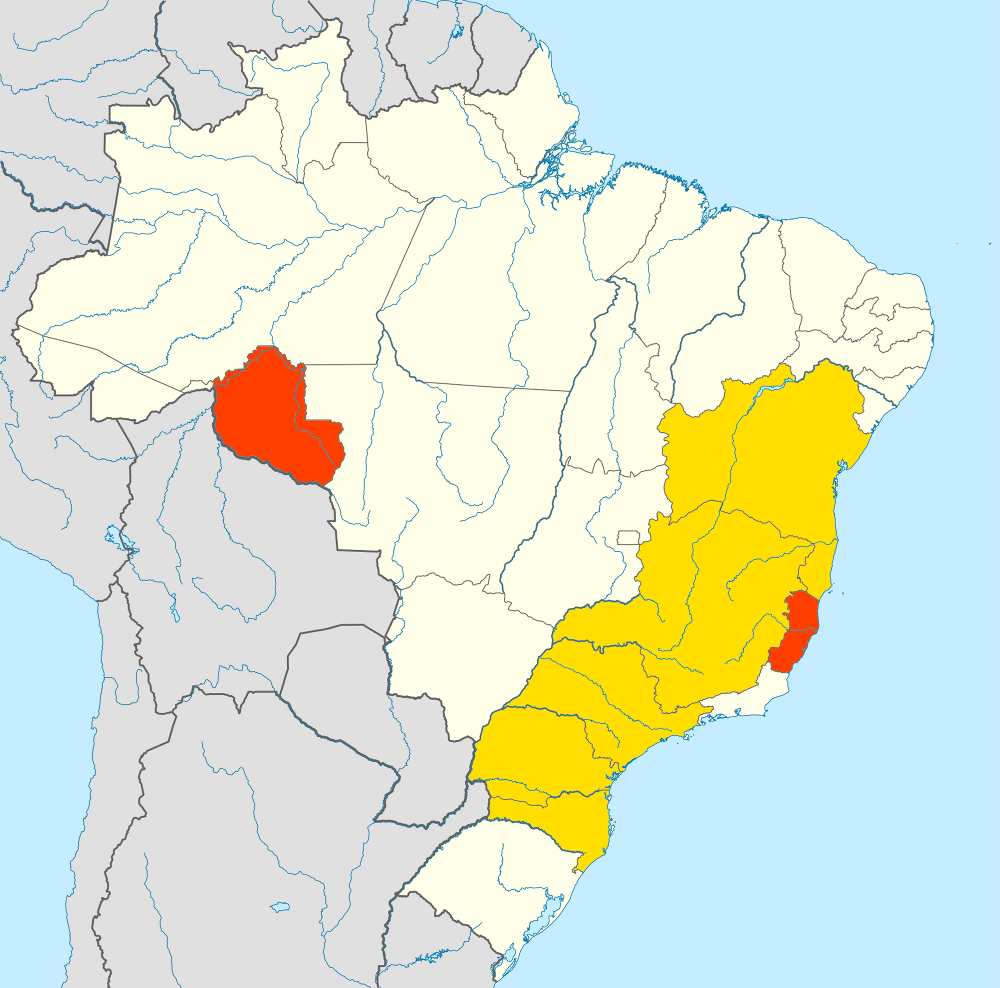
브라질 커피 재배 지역 지도

코페아 속의 여러 종이 커피콩을 위해 재배될 수 있지만, 아라비카와 로부스타 두 종이 거의 모든 생산량을 차지한다. 아라비카는 생산량의 약 70%를 차지하며 브라질과 전 세계적으로 우위를 점하고 있으며, 로부스타는 나머지 30%를 차지한다. 브라질에서 아라비카 생산은 주로 아라비카가 거의 독점적으로 생산되는 미나스제라이스주가 주도하는 주요 커피 재배 클러스터에 위치한다. 로부스타는 주로 훨씬 작은 남동부 주 이스피리투산투주에서 재배되며, 이곳 커피의 약 80%가 로부스타이다. 최근에는 북서부의 혼도니아주가 시장에 진출하여 로부스타의 많은 부분을 생산한다.

#### 서리
커피 식물은 낮은 기온은 견딜 수 있지만 서리는 견디지 못한다. "흰 서리"라고 불리는 가벼운 서리는 수확할 체리로 자라는 꽃을 죽이지만, 다음 시즌에 나무에서 새로운 꽃이 다시 자란다. 흰 서리는 다음 해 수확에만 영향을 미치지만, 더 심한 서리인 "검은 서리"는 나무 전체를 죽이고 더 장기적인 결과를 초래한다. 검은 서리 후에는 새로운 식물을 심어야 하며, 나무가 열매를 맺기까지는 일반적으로 3~4년이 걸린다. 브라질은 서리에 취약한 유일한 주요 생산국이며, 브라질이 시장에서 차지하는 큰 비중 때문에 심한 서리는 세계 커피 가격을 상승시킬 수 있다. 이러한 심한 서리는 5~6년마다 수확에 영향을 미쳐 시장에 변동성을 야기한다.

#### 1975년의 검은 서리

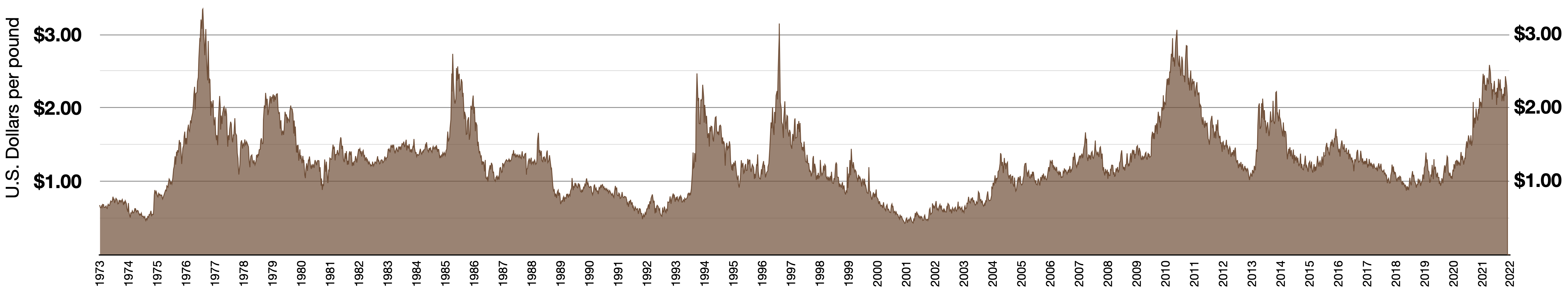
커피 가격 1973 - 2022

1975년 7월 18일 파괴적인 검은 서리가 닥쳤는데, 파라나주, 미나스제라이스주, 상파울루주에 가장 큰 피해를 입혔다. 직후인 1975-76년 수확은 이미 3분의 2가 완료되었기 때문에 큰 영향을 받지 않았지만, 1976-77년 수확은 작물의 73.5%가 피해를 입어 더 심각했다. 커피 가격은 1976-1977년에 두 배로 올랐고, 1977년 8월 성공적인 수확이 있기 전까지는 다시 떨어지지 않았다. 마지막 심한 서리는 1994년에 발생했는데, 6월과 7월에 2주 간격으로 특히 심한 두 번의 서리가 닥쳤다. 1975년만큼 심각하지는 않았지만, 서리로 인해 상파울루와 파라나주와 같은 일부 주에서는 다음 해 수확량이 50-80% 감소했으며, 다음 해 세계 가격이 상승했다.

### 가공 산업
가공 산업은 분쇄/로스팅 커피와 인스턴트 커피라는 두 가지 distinct한 그룹으로 나뉜다. 분쇄/로스팅 커피 시장은 경쟁이 매우 치열하며 2001년에는 1,000개 이상의 회사가 있었다. 대조적으로 인스턴트 커피 시장은 4개 주요 회사가 시장의 75%를 차지할 정도로 매우 집중되어 있다. 브라질은 인스턴트 커피의 세계 최대 수출국이며, 인스턴트 커피는 총 커피 수출량의 10-20%를 차지한다. 두 가지 유형의 커피 모두 주로 세계 최대 커피 소비국인 미국으로 수출된다.

## 수출

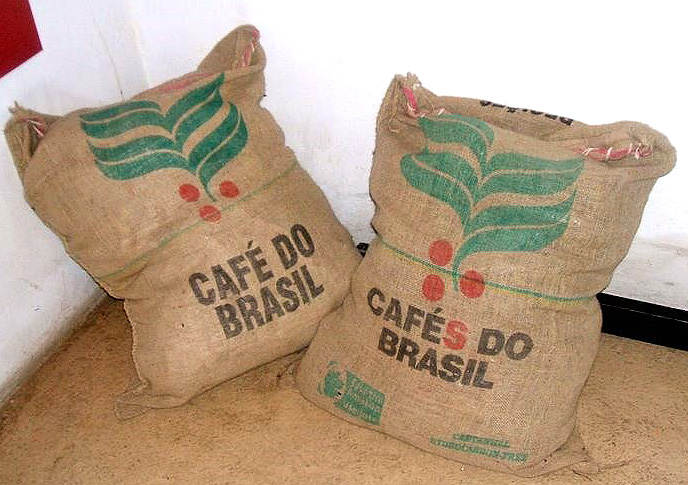
상파울루의 커피 자루

커피는 여전히 중요한 수출품이지만, 지난 50년 동안 그 중요성은 감소했다. 1850년대부터 1960년대까지 커피 수출이 총 수출에서 차지하는 비중은 50% 이상이었고, 1950년에는 63.9%로 최고치를 기록했다. 다른 수출 주도 부문이 확장되면서 이 비중은 1960년대에 감소하기 시작했다. 1980년에는 커피 수출이 12.3%로 감소했고 2006년에는 불과 2.5%를 차지했다. 브라질 자체는 2010년대 중반 미국을 제치고 세계 최대 커피 소비국이다. 1인당 기준으로 브라질은 14번째로 큰 소비국이며, 에티오피아와 함께 상당한 국내 소비를 가진 유일한 주요 커피 생산국이다.

### 관세
브라질에서 커피 수출에는 세금이 없지만, 생두와 로스팅 커피 수입에는 10%의 세금이 부과되며, 인스턴트 커피에는 16%가 부과된다. 가공되지 않은 커피는 미국, 유럽 연합, 일본의 세 가지 주요 시장으로 무관세로 수출할 수 있지만, 로스팅 콩, 인스턴트 커피, 디카페인 커피와 같은 가공 커피는 EU에 7.5%, 일본에 10%의 세금이 부과된다. 미국으로의 수출은 무관세이다.

## 같이 보기
- 커피 주기, 브라질 경제사 시기
- 커피왕
- 브라질의 농업
- 카페 콘 레이치 정책
- 브라질의 경제사
- 파젠다, 브라질 농장
- 카사그란데
- "커피 송" (또한 "브라질에 정말 많은 커피가 있어"로도 알려짐)
- 나라별 커피 생산량 목록

## 내용주
1. ↑  서리 및 가뭄 전체 목록은 ICO 웹사이트의 "Frosts And Droughts In Coffee Areas In Brazil 보관됨 2013-01-14 - 웨이백 머신" 참조

### 참고 문헌
- Abreu, 마르셀루 드 파이바 (2004). 《The political economy of high protection in Brazil before 1987》. BID-INTAL. 10쪽. ISBN 978-950-738-181-2.
- Aksoy, M. 아타만; Beghin, 존 C. (2004). 《Global Agricultural Trade and Developing Countries》. World Bank Publications. 300쪽. ISBN 978-0-8213-8349-0.
- 《OECD Review of Agricultural Policies: Brazil 2005》. OECD Publishing. 2005. 168–169쪽. ISBN 978-92-64-01255-4.
- Almeida, 조르제 (2008). 《Brazil in Focus: Economic, Political and Social Issues》. Nova Publishers. ISBN 978-1-60456-165-4.
- Azevedo, 파울루 F. 드; Chaddad, 파비우 R.; Farina, 엘리자베스 M. (2004). 《The food industry in Brazil and the United States: the effects of the FTAA on trade and investment》. BID-INTAL. ISBN 978-950-738-173-7.
- Baronov, 데이비드 (2000). 《The Abolition of Slavery in Brazil: The Liberation of Africans Through the Emancipation of Capital》. Bloomsbury Academic. 183쪽. ISBN 978-0-313-31242-7.
- Belitz, H.-D.; Grosch, 베르너; Schieberle, 페터 (2009). 《Food Chemistry》. Springer Science & Business Media. 939쪽. ISBN 978-3-540-69933-0.
- Bethell, 레슬리 (1989). 《Brazil: Empire and Republic, 1822-1930》. Cambridge University Press. 85쪽. ISBN 978-0-521-36837-7.
- Crocitti, 존 J.; Vallance, 모니크 (2012). 《Brazil Today: An Encyclopedia of Life in the Republic》. Bloomsbury Academic. ISBN 978-0-313-34672-9.
- Daviron, 브누아; Ponte, 스테파노 (2005). 《The Coffee Paradox: Global Markets, Commodity Trade and the Elusive Promise of Development》. Zed Books. 74쪽. ISBN 978-1-84277-457-1.
- Dean, 워런 (2002). 《Brazil and the Struggle for Rubber: A Study in Environmental History》. Cambridge University Press. 23쪽. ISBN 978-0-521-52692-0.
- Dicks, 브라이언 (2005). 《Brazil》. Evans Brothers. ISBN 978-0-237-52804-1.
- Eakin, 마샬 C. (1998). 《Brazil: The Once and Future Country》. Palgrave Macmillan. ISBN 978-0-312-21445-6.
- Fausto, 보리스 (1999). 《A Concise History of Brazil》. Cambridge University Press. ISBN 978-0-521-56526-4.
- Fridell, 개빈 (2007). 《Fair Trade Coffee: The Prospects and Pitfalls of Market-driven Social Justice》. University of Toronto Press. ISBN 978-0-8020-9238-0.
- García, 호르헤 가르시아; Jayasuriya, S. K. (1997). 《Courting Turmoil and Deferring Prosperity: Colombia Between 1960 and 1990》. World Bank Publications. 52쪽. ISBN 978-0-8213-2656-5.
- Herrington, 엘리자베스 (2008). 《Passport Brazil》 3판. World Trade Press. 22쪽. ISBN 978-1-60780-013-2.
- Levine, 로버트 M. (2003). 《The History of Brazil》. Palgrave Macmillan. ISBN 978-1-4039-6255-3.
- Markgraf, 베라 (2001). 《Interhemispheric Climate Linkages》. Elsevier. 45쪽. ISBN 978-0-08-052566-2.
- Meade, 테레사 A. (2010). 《A Brief History of Brazil》. Infobase Publishing. 123쪽. ISBN 978-0-8160-7788-5.
- Mulder, 난노; Martins, 조아킹 올리베이라 (2004). 《Trade and Competitiveness in Argentina, Brazil and Chile: Not as Easy as A-B-C》. OECD. ISBN 978-92-64-10871-4.
- Neilson, 제프; Pritchard, 빌 (2009). 《Value Chain Struggles: Institutions and Governance in the Plantation Districts of South India》. Wiley. ISBN 978-1-4443-0873-0.
- Pendergrast, 마크 (2010). 《Uncommon Grounds: The History of Coffee and How It Transformed Our World》. Basic Books. 16쪽. ISBN 978-0-465-02404-9.
- Souza, 히카르두 M. (2008). 《Plant-Parasitic Nematodes of Coffee》. Springer Science & Business Media. ISBN 978-1-4020-8720-2.
- Talbot, 존 M. (2004). 《Grounds for Agreement: The Political Economy of the Coffee Commodity Chain》. Rowman & Littlefield. 148쪽. ISBN 978-0-7425-2629-7.
- Varnam, A.; Sutherland, J. M. (1994). 《Beverages: Technology, Chemistry and Microbiology》. Springer Science & Business Media. ISBN 978-0-8342-1310-4.
- Waller, J. M.; Bigger, M.; Hillocks, R. J. (2007). 《Coffee Pests, Diseases and Their Management》. CABI. 22쪽. ISBN 978-1-84593-209-1.

## 더 읽어보기
- Hutchinson, 링컨 (1909). 《Coffee 'Valorization' in Brazil》. 《The Quarterly Journal of Economics》 23. 528–535쪽. doi:10.2307/1884777. JSTOR 1884777.